# 吉田昌功
吉田 昌功（よしだ よしのり、1952年3月27日‐）は、日本の実業家。
近鉄グループホールディングス株式会社代表取締役社長（初代：2015年‐2020年）、近鉄不動産株式会社代表取締役会長（2020年‐2023年）を歴任した。
大阪商工会議所副会頭、東大寺学園同窓会「菁々」会長を務める。

## 略歴
- 1952年（昭和27年）生まれ。奈良県出身。1964年（昭和39年）東大寺学園入学、1975年（昭和50年）京都大学法学部卒業。

- 1975年4月近畿日本鉄道株式会社（現：近鉄グループホールディングス株式会社）入社
- 2006年6月 近畿日本鉄道株式会社 執行役員(人事部担当)
- 2009年6月 近畿日本鉄道株式会社 常務取締役（‐2011年6月）
- 2011年5月 株式会社近鉄百貨店 取締役
- 2011年7月 株式会社 近鉄百貨店 代表取締役 副社長 執行役員（‐2013年5月）
- 2013年6月 近畿日本鉄道株式会社 代表取締役 副社長
- 2015年4月 近鉄グループホールディングス株式会社 代表取締役 社長（‐2020年6月）（「近畿日本鉄道株式会社」から商号変更）
- 2019年6月 近鉄不動産株式会社 取締役 会長
- 2020年6月 近鉄不動産株式会社 代表取締役 会長（‐2023年6月）
- 2020年6月 近鉄グループホールディングス株式会社 顧問（‐現在）
- 2023年6月 近鉄不動産株式会社 相談役（‐現在）

- 2018年3月 大阪商工会議所 副会頭に就任（‐現在）。

- 他に、日本パレットプール株式会社取締役（2017年6月‐）[4]、テレビ大阪株式会社取締役（2019年6月‐）[5]、福山通運取締役（2013年‐2017年、2020年‐2021年）[6][7]、などを歴任。